# Jürgen Roland

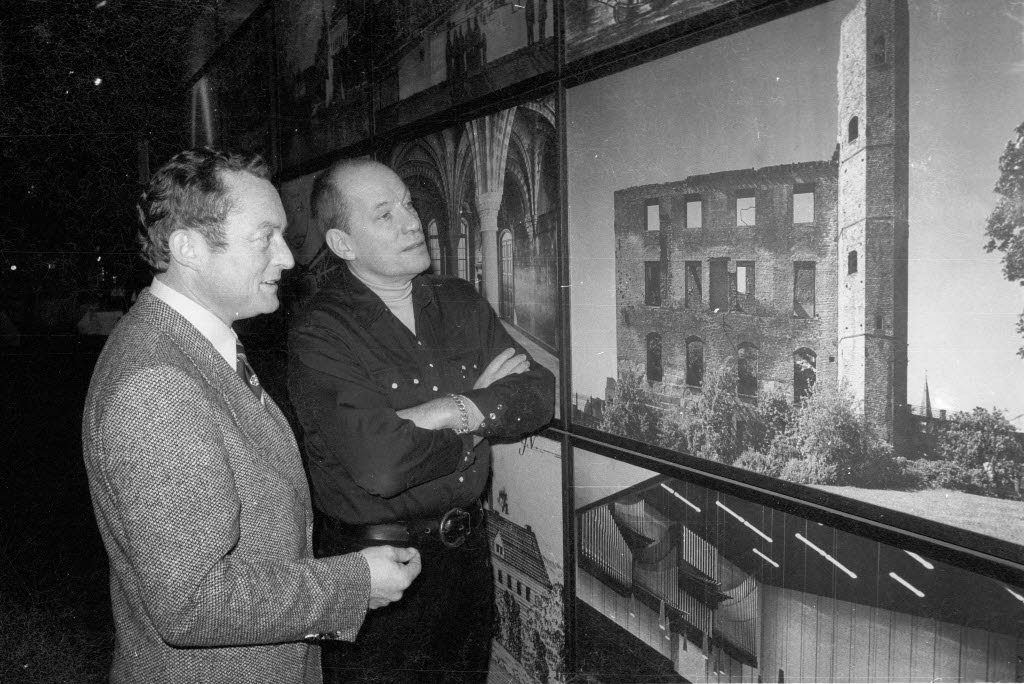
Jürgen Roland (right)

Jürgen Roland (25 de diciembre de 1925 - 21 de septiembre de 2007) fue un director, actor y guionista televisivo y cinematográfico de nacionalidad alemana. Fue el padre de la guionista y periodista Jessica Schellack.

## Biografía
Su nombre completo era Jürgen Roland Schellack, y nació en Hamburgo, Alemania. Tras superar el Notabitur, en 1943 fue enviado en Hamburgo a la Reichsarbeitsdienst, y posterior a luchar en la Segunda Guerra Mundial. Fue miembro de una compañía de propaganda de las Waffen-SS y de la Wehrmacht. 
Poco después del final de la guerra. Roland empezó a trabajar como reportero de Radio Hamburgo, y en 1948 llegó a ser ayudante de dirección. En 1950 asistió a la escuela de televisión de la BBC en Londres, tras lo cual trabajó como reportero de la NWDR. Fue considerado un „hombre para todo“, siendo responsable de deportes, noticias y entrevistas cinematográficas. El 4 de abril de 1952 inició el programa Was ist los in Hamburg?.
A partir de 1953 diseñó la serie televisiva Der Polizeibericht meldet …, en la cual se trataban periodísticamente diferentes casos criminales. Desde 1958 a 1968 dirigió los 22 episodios de la serie criminal Stahlnetz, que con su formato semidocumental fue un éxito de público. Entre 1967 y 1973 fue director y presentador de una serie criminal, Dem Täter auf der Spur, que interpretaban Günther Neutze y Karl Lieffen, que también fue un éxito de público.
Roland también dirigió largometrajes, como los filmes basados en la obra de Edgar Wallace Der rote Kreis (1960) y Der grüne Bogenschütze (1961), el antibelicista Der Transport (1962) o los criminalees Polizeirevier Davidswache (1964, única cinta en la cual coincidieron los hermanos Neutze, Hanns Lothar, Horst Michael Neutze y Günter Neutze) y 4 Schlüssel (1965). Más tarde siguió como director televisivo, como con la serie Tatort. Hasta los 65 años fue empleado de NDR, trabajando después como profesional independiente. 
Otra de sus series de mayor éxito fue la policiaca Großstadtrevier, que se inició en 1986 y que sigue emitiéndose en la actualidad.

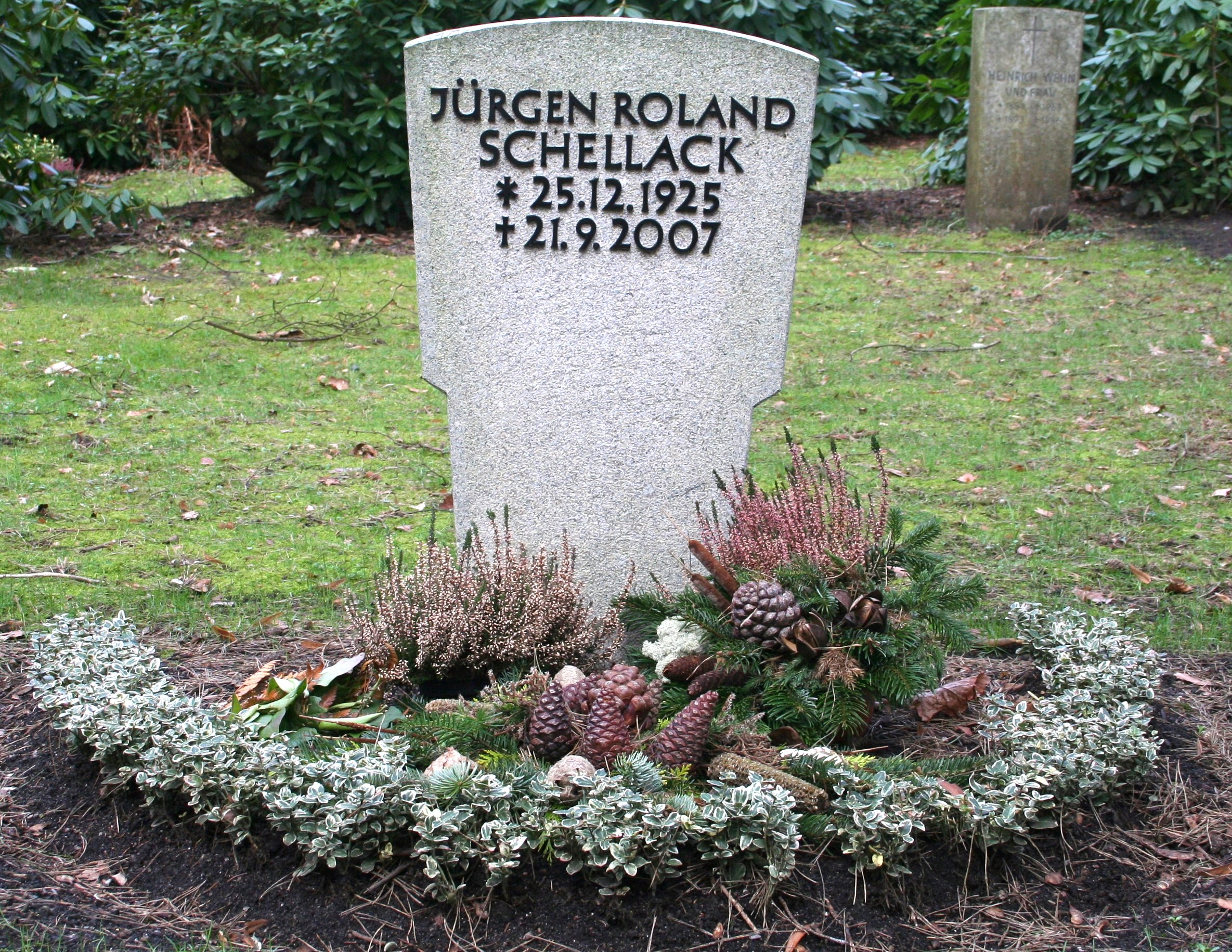
Tumba de Jürgen Roland

Jürgen Roland falleció en Hamburgo el  21 de septiembre de 2007, a los 81 años de edad, a causa de una larga enfermedad. Fue enterrado en el cementerio Ohlsdorf de Hamburgo.

## Premios
- 1984 : Premio Ehren-Schleusenwärter en Hamburgo
- 1986 : Orden del Mérito de la República Federal de Alemania
- 1991 : Premio Friedrich Glauser por su obra completa

## Filmografía (selección)

### Televisión
- 1955 : Schlag auf Schlag - Tag für Tag: Heute auf der Ausstellung
- 1953–1961 : Der Polizeibericht meldet…
- 1958–1968 : Stahlnetz
- 1965 : Die Katze im Sack
- 1967–1973 : Dem Täter auf der Spur
- 1974 : Ein toter Taucher nimmt kein Gold
- 1968 : Einer fehlt beim Kurkonzert
- 1976–1997 : Tatort
- 1984 : Der Besuch
- 1986–2002 : Großstadtrevier
- 1995 : Peter Strohm, episodio Die Gräfin

### Cine
- 1959 : Unser Wunderland bei Nacht
- 1960 : Der rote Kreis
- 1961 : Der grüne Bogenschütze
- 1961 : Der Transport
- 1962 : Heißer Hafen Hongkong
- 1963 : Der schwarze Panther von Ratana
- 1963 : Flußpiraten vom Mississippi
- 1964 : Polizeirevier Davidswache
- 1965 : 4 Schlüssel
- 1967 : Lotosblüten für Miss Quon
- 1969 : Die Engel von St. Pauli
- 1971 : Jürgen Roland’s St. Pauli-Report
- 1973 : Das Mädchen von Hongkong
- 1973 : Zinksärge für die Goldjungen

### Documentales
- 1954 : Wir fahren nach Stockholm – Der Bericht einer Schiffsreise
- 1955 : Netz über Bord
- 1958 : Das Filmstudio (tres episodios)